# Élections municipales de 1998 à Montréal
Les élections municipales de 1998 à Montréal se sont tenues le 1er novembre 1998. Le maire sortant, Pierre Bourque est réélu pour un second mandat consécutif. Son parti, Vision Montréal, obtient un nombre majoritaire de sièges au conseil municipal. Jean Doré, maire de 1986 à 1994, tente un retour mais ne recueille que 10 % des voix.

## Campagne

### Sondages

#### Avant répartition
Un sondage SOM publié dans le journal The Gazette du 24 octobre 1998 montre un net rebond des intentions de votes en faveur de Pierre Bourque, maire sortant, alors que la moitié des personnes interrogées se déclarent satisfaites du travail du maire sortant depuis 1994. Bourque est en tête des intentions de votes tant chez les électeurs francophones (30,7 % devant Jean Doré à 20,5 %) que non-francophones (44 % devant Jacques Duchesneau à 17,8 %).
| Dernier jour du sondage | Bourque | Duchesneau | Prescott | Doré | Autres | NSP  | Sondeur  | Échantillon (ME) |
| ----------------------- | ------- | ---------- | -------- | ---- | ------ | ---- | -------- | ---------------- |
| Dernier jour du sondage |         |            |          |      |        | NSP  | Sondeur  | Échantillon (ME) |
| Résultats du vote       | 44,2    | 26,3       | 14,4     | 10,0 | 5,1    | —    |          |                  |
| 28 octobre 1998         | 35,0    | 18,9       | 11,6     | 12,6 | NC     | 21,9 | Sondagem | 646 (± 3,9)      |
| 22 octobre 1998         | 36,1    | 18,2       | 9,5      | 17,9 | 0,7    | 17,6 | SOM      | 1 003 (± 3,5)    |

### Soutien de la presse
|             | En 1994 | En 1994            | En 1998 | En 1998             |
| ----------- | ------- | ------------------ | ------- | ------------------- |
| The Gazette |         | Jean Doré,         |         | Jacques Duchesneau, |
| La Presse   |         | Jean Doré,         |         | Jacques Duchesneau, |
| Le Devoir   |         | Jean Doré (min.) , |         | Jacques Duchesneau, |

## Résultats

### Mairie
| Partis                            | Partis                            | Candidats                         | Vote    | %    |
| --------------------------------- | --------------------------------- | --------------------------------- | ------- | ---- |
|                                   | Vision Montréal                   | Pierre Bourque (sortant)          | 141 814 | 44,2 |
|                                   | Nouveau Montréal                  | Jacques Duchesneau                | 84 289  | 26,3 |
|                                   | Rassemblement des citoyens        | Michel Prescott                   | 46 298  | 14,4 |
|                                   | Équipe Montréal                   | Jean Doré                         | 32 167  | 10,0 |
|                                   | Montréal 2000                     | Michel Bédard                     | 3 004   | 0,9  |
|                                   | Indépendant                       | Patricia Métivier                 | 2 224   | 0,7  |
|                                   | Indépendant                       | Michel Dugré                      | 989     | 0,3  |
|                                   | Indépendant                       | Laurent Alie                      | 784     | 0,2  |
|                                   |                                   |                                   |         |      |
| Votes valides                     | Votes valides                     | Votes valides                     | 311 569 | 97,2 |
| Bulletins rejetés                 | Bulletins rejetés                 | Bulletins rejetés                 | 9 015   | 2,8  |
| Total                             | Total                             | Total                             | 320 584 | 100  |
| Abstention                        | Abstention                        | Abstention                        | 309 348 | 49,1 |
| Nombre d'inscrits / participation | Nombre d'inscrits / participation | Nombre d'inscrits / participation | 629 932 | 50,9 |

### Conseil municipal

#### Résumé
| Parti | Parti                      | Candidats | Voix    | %    | Sièges | +/- |
| ----- | -------------------------- | --------- | ------- | ---- | ------ | --- |
|       | Vision Montréal            | 51        | 125 032 | 40,2 | 39     | +1  |
|       | Nouveau Montréal           | 51        | 82 087  | 26,4 | 3      | +3  |
|       | Rassemblement des citoyens | 43        | 40 639  | 13,1 | 4      | –3  |
|       | Équipe Montréal            | 51        | 39 747  | 12,8 | 2      | +2  |
|       | Indépendants               | 17        | 11 262  | 3,6  | 2      | –1  |
|       | Coalition démocratique     | 21        | 7 608   | 2,4  | 1      | 0   |
|       | Montréal 2000              | 20        | 4 480   | 1,4  | 0      | 0   |

#### Résultats par districts
| District | District             | Candidats | Candidats                        | Candidats | Candidats                           | Candidats | Candidats                       | Candidats | Candidats                        | Candidats | Candidats                    | Candidats | Candidats                               | Candidats | Candidats                        | Candidat sortant | Candidat sortant                           |
| -------- | -------------------- | --------- | -------------------------------- | --------- | ----------------------------------- | --------- | ------------------------------- | --------- | -------------------------------- | --------- | ---------------------------- | --------- | --------------------------------------- | --------- | -------------------------------- | ---------------- | ------------------------------------------ |
| District | District             |           | Vision Montréal                  |           | Nouveau Montréal                    |           | RCM                             |           | Équipe Montréal                  |           | Montréal 2000                |           | Coalition démocratique (en)             |           | Autres                           | Candidat sortant | Candidat sortant                           |
| 1        | Cartierville         |           | Gérard Legault 2 999 41,7 %      |           | Pierre Gagnier 2 691 37,3 %         |           | Fatima El Amraoui 631 8,8 %     |           | Ricardo Zarruk 673 9,4 %         |           |                              |           | Marc Rubin 58 0,8 %                     |           |                                  |                  | Pierre Gagnier                             |
| 2        | Acadie               |           | Noushig Eloyan 4 592 58,0 %      |           | Georges S. Berberi 2 078 26,3 %     |           | Roger Labelle 611 7,7 %         |           | Pedro Utillano 304 3,8 %         |           | Patrice Leblanc 91 1,1 %     |           | Nadia Moussa 98 1,2 %                   |           |                                  |                  | Noushig Eloyan                             |
| 3        | Ahuntsic             |           | Hasmig Belleli 3 900 48,7 %      |           | Jimmy V. Capogreco 2 119 26,5 %     |           | Renée Millette 754 9,4 %        |           | Pierre Veilleux 793 9,9 %        |           | Yvan Tremblay 91 1,1 %       |           | Néomie Larocque de Roquebrune 137 1,7 % |           |                                  |                  | Hasmig Belleli                             |
| 4        | Saint-Sulpice        |           | Maurice Beauchamp 2 686 38,1 %   |           | Jean des Trois Maisons 2 039 28,9 % |           | André-Pierre Duchamp 863 12,2 % |           | France Hubert 1 193 16,9 %       |           | Frédéric La Brie 71 1,0 %    |           |                                         |           |                                  |                  | Maurice Beauchamp                          |
| 5        | Fleury               |           | Pierre Lapointe 3 015 35,0 %     |           | Pierre de Montigny 2 284 26,5 %     |           |                                 |           | Martine Blanc 1 355 15,7 %       |           | Stéphanie Dubois 159 1,8 %   |           | Henry See 111 1,3 %                     |           | Pierre Lachapelle 1 410 16,4 %   |                  | Colette Saint-Martin                       |
| 6        | Sault-au-Récollet    |           | Serge-Éric Bélanger 3 125 41,6 % |           | Vicenzo Mercadante 2 300 30,6 %     |           | Jean Rémillard 893 11,9 %       |           | Micheline Jourdain 976 13,0 %    |           |                              |           |                                         |           |                                  |                  | Serge-Éric Bélanger                        |
| 25       | Jeanne-Mance         |           | Tarik Mihoubi 925 21,5 %         |           | Nelson Santos 820 19,0 %            |           | Lucia Kowaluk 1 745 40,5 %      |           | Carolle Piché-Burton 534 12,4 %  |           |                              |           |                                         |           | Jean-Jacques Gallagher 117 2,7 % |                  | Michel Prescott                            |
| 30       | Snowdon              |           | Patricia Rimok 1 129 19,5 %      |           | George Kovac 930 16,0 %             |           |                                 |           | Gail Campbell 297 5,1 %          |           |                              |           | Marvin Rotrand (en) 3 333 57,5 %        |           |                                  |                  | Marvin Rotrand (en)                        |
| 31       | Notre-Dame-de-Grâce  |           | Rob Bull 996 16,8 %              |           | Michael Applebaum 3 299 55,5 %      |           | Deborah Rankin 749 12,6 %       |           | David Mowat 436 7,3 %            |           |                              |           | Yves Larocque de Roquebrune 391 6,6 %   |           |                                  |                  | Michael Applebaum                          |
| 32       | Loyola               |           | Moshe Shaki 1 109 18,5 %         |           | Stephen Laudi 1 018 16,9 %          |           |                                 |           | David Oliver 415 6,9 %           |           |                              |           | Bruce Toombs 183 3,0 %                  |           | Jeremy Searle (en) 3 184 53,0 %  |                  | Jeremy Searle (en) (Parti des Montréalais) |
| 33       | Décarie              |           | Sonya Biddle 1 737 32,7 %        |           | Michèle Ciampini 1 274 24,0 %       |           |                                 |           | Hubert Simard 561 10,6 %         |           |                              |           | Sam Boskey 1 669 31,4 %                 |           |                                  |                  | Sam Boskey                                 |
| 34       | Émard                |           | Pierre Paquin 2 479 41,8 %       |           | Robert Dobie 1 465 24,7 %           |           | Benoît Forté 426 7,2 %          |           | Pascal Dussault 354 6,0 %        |           |                              |           | Christopher B. Gray 1 669 0,9 %         |           | Daniel Tremblay 990 16,7 %       |                  | Robert Gagnon                              |
| 35       | Saint-Paul           |           | Louis Mac Habee 1 946 35,2 %     |           | Philippe Bissonnette 2 298 41,6 %   |           | Nicole Caron Gagnon 625 11,3 %  |           | Caroline Boudreau 463 8,4 %      |           |                              |           |                                         |           |                                  |                  | Philippe Bissonnette                       |
| 36       | Saint-Pierre         |           | Line Hamel 1 946 37,9 %          |           | Germain Prégent 2 016 43,5 %        |           |                                 |           | Marie-Ines Osses 456 9,8 %       |           |                              |           | Jo Lechay 257 5,5 %                     |           |                                  |                  | Germain Prégent                            |
| 37       | Pointe-Saint-Charles |           | Olga Lebron 1 304 23,9 %         |           | Claude Rivard 1 324 24,2 %          |           |                                 |           | Dominique Ollivier 548 10,0 %    |           |                              |           |                                         |           | Marcel Sévigny 2 120 38,8 %      |                  | Marcel Sévigny                             |
| 38       | Saint-Jacques        |           | Diane Cormier 1 826 29,0 %       |           | Serge Lareault 934 14,8 %           |           | Luc Belhomme 795 12,6 %         |           | Sammy Forcillo (en) 2 298 36,5 % |           | Alain Deschambault 124 2,0 % |           | Robert Saint-Louis 91 1,4 %             |           |                                  |                  | Sammy Forcillo (en)                        |